# Gongylosoma mukutense
Espèce
Statut de conservation UICN

 CR A3c; B1b(iii) : 
En danger critique
Gongylosoma mukutense est une espèce de serpents de la famille des Colubridae.

## Répartition
Cette espèce est endémique de l'île Tioman au Pahang en Malaisie.

## Description
L'holotype de Gongylosoma mukutense, un mâle subadulte, mesure 429 mm dont 150 mm pour la queue.

## Étymologie
Son nom d'espèce, composé de mukut et du suffixe latin -ense, « qui vit dans, qui habite », lui a été donné en référence au lieu de sa découverte, le village de Mukut.

## Publication originale
- Grismer, Das & Leong, 2003 : A new species of Gongylosoma (Squamata: Colubridae) from Pulau Tioman, West Malaysia. Herpetologica, vol. 59, n. 4, p. 565-572 (texte intégral).